# David Guest (Leichtathlet)
David Guest (* 8. November 1991) ist ein britischer Zehnkämpfer.
2014 wurde er bei den Commonwealth Games in Glasgow für Wales startend Achter.
2010 wurde er Englischer Meister.

## Persönliche Bestleistungen
- Zehnkampf: 7727 Punkte, 6. Juni 2010, Bedford
  - Siebenkampf (Halle): 5418 Punkte, 27. Januar 2013, Valencia